# Bosilegrad
Bosilegrad (serbocroata cirílico: Босилеград) es un municipio y villa de Serbia perteneciente al distrito de Pčinja del sur del país.
En 2011 tiene 8129 habitantes, de los cuales 2624 viven en la villa y el resto en las 36 pedanías del municipio. Por ser un municipio fronterizo con Bulgaria, la mayoría de la población se compone de búlgaros (5839 habitantes), con una importante minoría de serbios (895 habitantes).
Se ubica unos 25 km al noroeste de Kyustendil.

## Pedanías
Barje, Belut, Bistar, Brankovci, Bresnica, Buceljevo, Gložje, Goleš, Gornja Lisina, Gornja Ljubata, Gornja Ržana, Gornje Tlamino, Grujinci, Doganica, Donja Lisina, Donja Ljubata, Donja Ržana, Donje Tlamino, Dukat, Žeravino, Zli Dol, Izvor, Jarešnik, Karamanica, Milevci, Mlekominci, Musulj, Nazarica, Paralovo, Ploča, Radičevci, Rajčilovci, Resen, Ribarci, Rikačevo y Crnoštica.